# Relaciones Azerbaiyán-Bulgaria
Las Relaciones Azerbaiyán-Bulgaria (en azerí: Azərbaycan–Bolqarıstan münasibətləri) son las relaciones diplomáticas bilaterales entre la República de Azerbaiyán y la República de Bulgaria.

## Historia de las relaciones
El 14 de enero de 1992 la República de Bulgaria reconoció la independencia de Azerbaiyán. Las relaciones diplomáticas entre los dos países se establecieron el 5 de junio de 1992. 
La Embajada de la República de Bulgaria en la República de Azerbaiyán se estableció en el año 1999. La Embajada de la República de Azerbaiyán en la República de Bulgaria se estableció en el año 2005. 
Actualmente el jefe del Grupo de Trabajo sobre las relaciones interparlamentarias entre Azerbaiyán y Bulgaria es Rauf Aliyev.
En el ámbito internacional, la cooperación entre los dos países se lleva a cabo en el marco de diversas organizaciones internacionales: el Consejo de Europa, la Organización para la Seguridad y la Cooperación en Europa, la Cooperación Económica del Mar Negro. Bulgaria apoya a Azerbaiyán en la regulación del Conflicto del Alto Karabaj.

## Misiones diplomáticas residentes
- Bulgaria tiene una embajada en Bakú.[4]
- Azerbaiyán tiene una embajada en Sofía.[5]